# تمزوزت
تمزوزت (به فرانسوی: Tamazouzte) یک شهرک در مراکش است که در استان حوز واقع شده‌است. تمزوزت ۱۲٬۲۴۵ نفر جمعیت دارد.